# Han Moo-sook
Han Moo-sook (ur. 25 października 1918 w Seulu, zm. 1993 tamże) – koreańska pisarka.
Była siostrą Han Mal-sook. W 1986 została członkinią Koreańskiej Narodowej Akademii Sztuki. Pisała powieści i nowele o tematyce społecznej, jako główny temat poruszając samorealizację kobiet. W 1986 opublikowała powieść Mannam (Spotkanie) opisującą skutki zetknięcia systemów wartości Wschodu i Zachodu. Jest również autorką powieści Poszukując Boga (1986, wyd. pol. 1988), opowiadań (m.in. Cień 1962, przekład pol. w "Literaturze na świecie" nr 2 z 1992) i esejów społeczno-kulturalnych. Przekłady niektórych jej opowiadań zostały wydane w 1995 w antologii "Barwy miłości".